# Lac de Steinhude

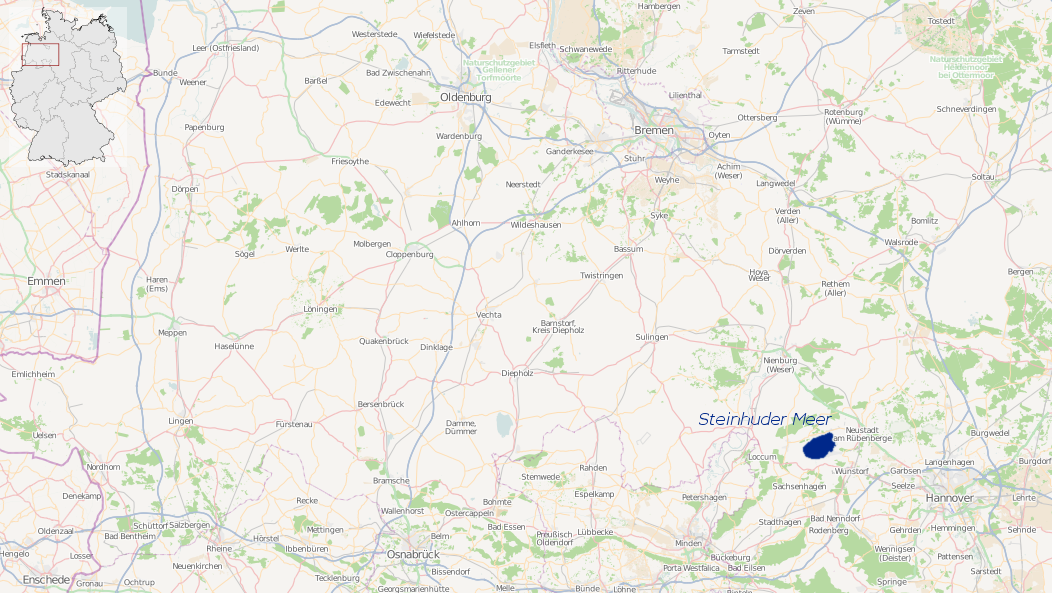
Situation du lac de Steinhude en Allemagne

Le lac de Steinhude (en allemand Steinhuder Meer) en Basse-Saxe est, avec une superficie de 29,1 km2, le plus grand lac du nord-ouest de l’Allemagne. Ce plan d'eau, d'une profondeur maximale de 2,90 m, est né d'une dépression formée vers la fin de la dernière glaciation, il y a environ 14 000 ans. Aujourd'hui, ce lac situé à 30 km au nord-ouest de Hanovre constitue le cœur du parc naturel du lac de Steinhude ; son statut de zone protégée et les multiples offres d'activités de loisir en font une attraction touristique.

## Géomorphologie
Le lac s'étend sur le territoire de la commune de Wunstorf, mais est néanmoins limitrophe de Neustadt am Rübenberge à l'est et au nord, et de la région de Hanovre par l'ouest. Les plus grandes villes à proximité sont : Hanovre, Rehburg-Loccum et Stadthagen. Le lac est bordé par les faubourgs de Mardorf, Grossenheidorn, Steinhude, Hagenburg et Winzlar. Du point de vue géomorphologique, le lac se rattache au paysage du geest de Hanovre avec, attenant à l’est, la tourbière appelée Totes Moor (de). Un canal de plaisance, long de 1 500 m, relie les douves du château de Hagenburg (de) au lac.
Le lac, d’une superficie totale de 29,1 km2 (aux plus basses eaux), est long de 8 km et large de 4,5 km. Né d'une dépression formée lors de la dernière glaciation, celle de Würm, il y a quelque 14 000 ans, la superficie des eaux intérieures était à l'origine trois fois supérieure, ce que l'on reconnaît aujourd'hui dans les abords marécageux du site. La faible profondeur (en moyenne de 1,35 m) permit à la végétation de coloniser les berges ce qui entraîna la formation d’atterrissements puis l'assèchement. Les fonds présentent, sur une petite étendue, un sol marqué de rigoles dont la profondeur peut atteindre 2,50 m ; elles sont appelées localement Deipen (« fossés ») et s'étendent selon un axe est-ouest dans la partie centrale du lac. Ces fonds lacustres sont constitués d'épaisseurs variables de dépôts organiques (algues, zooplancton, crustacés). Cette couche organique présente une épaisseur maximum au voisinage des berges et dans les terres anciennement immergées. Ces sédiments sont responsables de la turbidité de l'eau, car ils sont facilement mis en suspension par la houle.
Les recherches géologiques menées depuis les années 1960 ont mis en évidence la présence de sédiments lacustres antérieurs au lac actuel : il y aurait donc eu à cet endroit un premier lac encore plus ancien, à l'interglaciaire Éémien il y a environ 100 000 ans.
L'alimentation en eau du lac dépend bien moins du ruissellement que de la nappe d'eau souterraine, drainant un bassin de 90 km2. Il dispose en outre des apports des fossés de Winzlar, descendant des monts de Rehburg (en). Malgré une évaporation importante liée à sa superficie, le niveau du lac se maintient. Les excédents sont évacués par l'ouest par un ruisseau qui se jette dans la Weser, ruisseau contrôlé par un barrage.

## Un littoral protégé

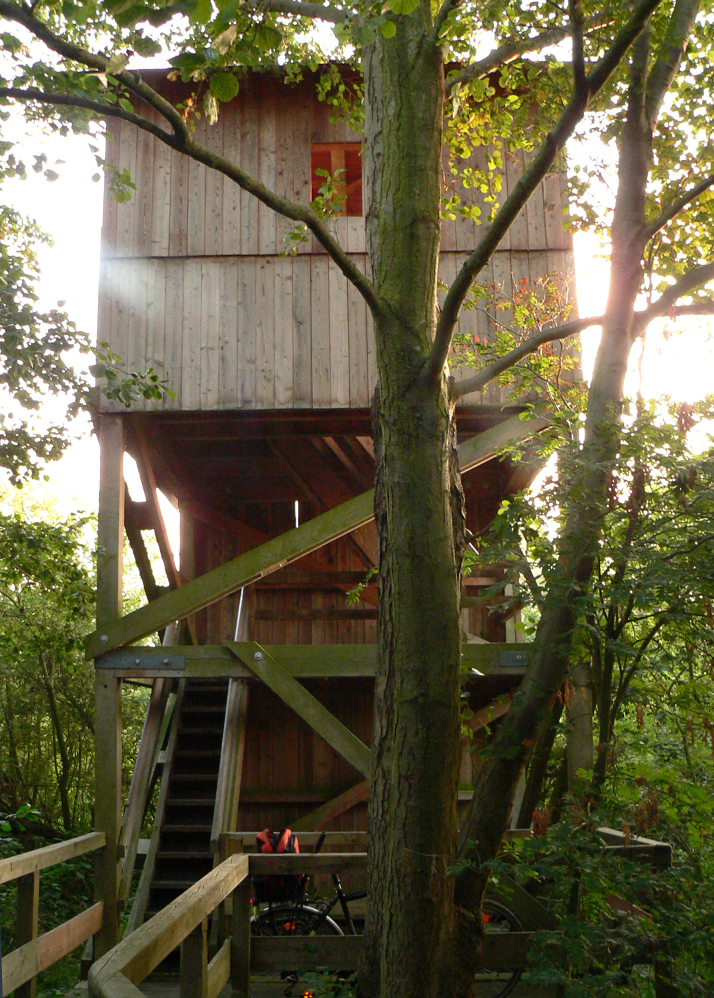
Tour d’observation au bord du lac de Steinhude.

Le lac de Steinhude forme le cœur du parc naturel. La Réserve naturelle et le site classé des abords du lac comportent des tourbières et des prairies humides. Ce sont des zones de reproduction et d'hibernation ainsi que des couloirs migratoires de plusieurs espèces d'oiseaux : elles sont répertoriées comme « zones humides d'intérêt international » (site RAMSAR n°3DE008) de par les multiples espèces protégées qu'elles abritent. Plusieurs observatoires (voir photo) permettent au public d'admirer la faune. Au sud du lac, la grande réserve (200 ha) des tourbières de Hagenburg recouvre des marécages et des tourbières ombrotrophes. Plus au nord encore, sur le littoral ouest du lac, on trouve les réserves naturelles du Meerbruch et des prairies humides du Meerbruch, classées prairies inondables. Sur le littoral est, la réserve naturelle recouvre une superficie de 360 ha : elle est principalement un abri pour l'avifaune.

## Îles
Le lac de Steinhude comporte deux îles artificielles : 
- L’île de Wilhelmstein (de), d'une superficie de 12 500 m2, fut aménagée par endiguements entre 1761 et 1765 sur ordre du prince de Schaumburg-Lippe. Il y fit édifier un fort (1765–1767).
- L'île de baignade de Steinhude (de) d'une superficie de 35 000 m2, est une étendue sablonneuse exécutée par terrassements des sédiments lacustres en 1975 dans la moitié sud du lac. Elle n'est accessible qu'aux piétons, via une passerelle. Il s'y trouve un Service-Center futuriste, alimenté par énergie solaire.

L’Île aux Corbeaux (Kräheninsel), qui n'est qu'une presqu'île de la rive ouest à l'étiage, est, elle, une île naturelle en période de hautes eaux.

## Histoire
Les fouilles archéologiques ont montré que les abords du lac ont été habités depuis le paléolithique. Cela peut s'expliquer par la richesse halieutique de l'endroit. Au XIIe siècle, Steinhude fut rattachée au comté de Schaumburg. Il semble que certains moellons repérés par des plongeurs en 1982 au fond du lac soient des vestiges du château fort de Kranenburg, détruit lors d'une faide en 1320. Une étude archéologique menée en août 2009 à partir de la mesure de l’anomalie magnétique, du sonar et du radar a tenté de préciser cette hypothèse. De 1761 à 1767, le comte Frédéric-Guillaume de Schaumbourg-Lippe fit ériger une île artificielle au milieu du lac, et y édifia le fort de Wilhelmstein. Au XIXe siècle et au début du XXe siècle, plusieurs projets envisageaient l'assèchement complet du lac pour le convertir en terre arable. Depuis 1973, le lac de Steinhude est rattaché au Land de Basse-Saxe : cette décision résulte du traité de succession Domina-Teilungsvertrag, préservant au moins dans le principe les droits des princes de Schaumburg-Lippe (résidant à Bückeburg) sur la moitié du lac. Ce traité est une conséquence de l'annexion de l'État libre de Schaumbourg-Lippe au Land à la fin de la Deuxième Guerre mondiale, et de la réforme administrative des communes en Allemagne. Jusque-là en effet, le lac était entièrement propriété de la famille de Schaumburg-Lippe, de même que l'île de Wilhelmstein (qui est, elle, toujours une propriété privée).
La fréquentation du lac de Steinhude connut une explosion avec la mise en service de la ligne ferroviaire Steinhuder Meer-Bahn à la fin du XIXe siècle.

## Tourisme
Le lac offre aux touristes de multiples attractions. Un chemin de randonnée de 35 km doublé d'une piste cyclable fait le tour du lac ; il est ponctué de cabanes-observatoires avec panorama sur les marécages et les tourbières, avec leurs prairies humides et leurs ripisylves. L’Île de baignade, au nord, augmente la surface de plage disponible et la baignade est autorisée. Steinhude possède un Parc résidentiel de loisirs pour mobilhomes, et Mardorf un camping. On peut y pratiquer la voile, le surf, l'aviron, le canoë et même le pédalo. Compte tenu de l'attrait touristique de l'endroit, l'offre gastronomique est importante.
Il y a également plusieurs musées : le musée des insectes, le musée de la pêche de Steinhude, ainsi que le parc aux dinosaures de la localité voisine de Münchehagen. Le Centre d'Interprétation Écologique de Winzlar diffuse régulièrement des informations et des guides pour les amis de la Nature.
Une spécialité culinaire est l’anguille fumée de Steinhude ; on y pêche toujours l'anguille en canot à fond plat (Steinhuder Torfkahn) avec les méthodes traditionnelles. Par contre, le Brochet de Steinhude n'est pas un poisson, mais le premier prototype de submersible testé en Allemagne : il fut mis à flot en 1772.
Le lac de Steinhude est desservi par les lignes de bus de la Sté Großraum-Verkehrs Hannover. Les arrêts voisins sont : Wunstorf, Poggenhagen et Neustadt-am-Rübenberge.

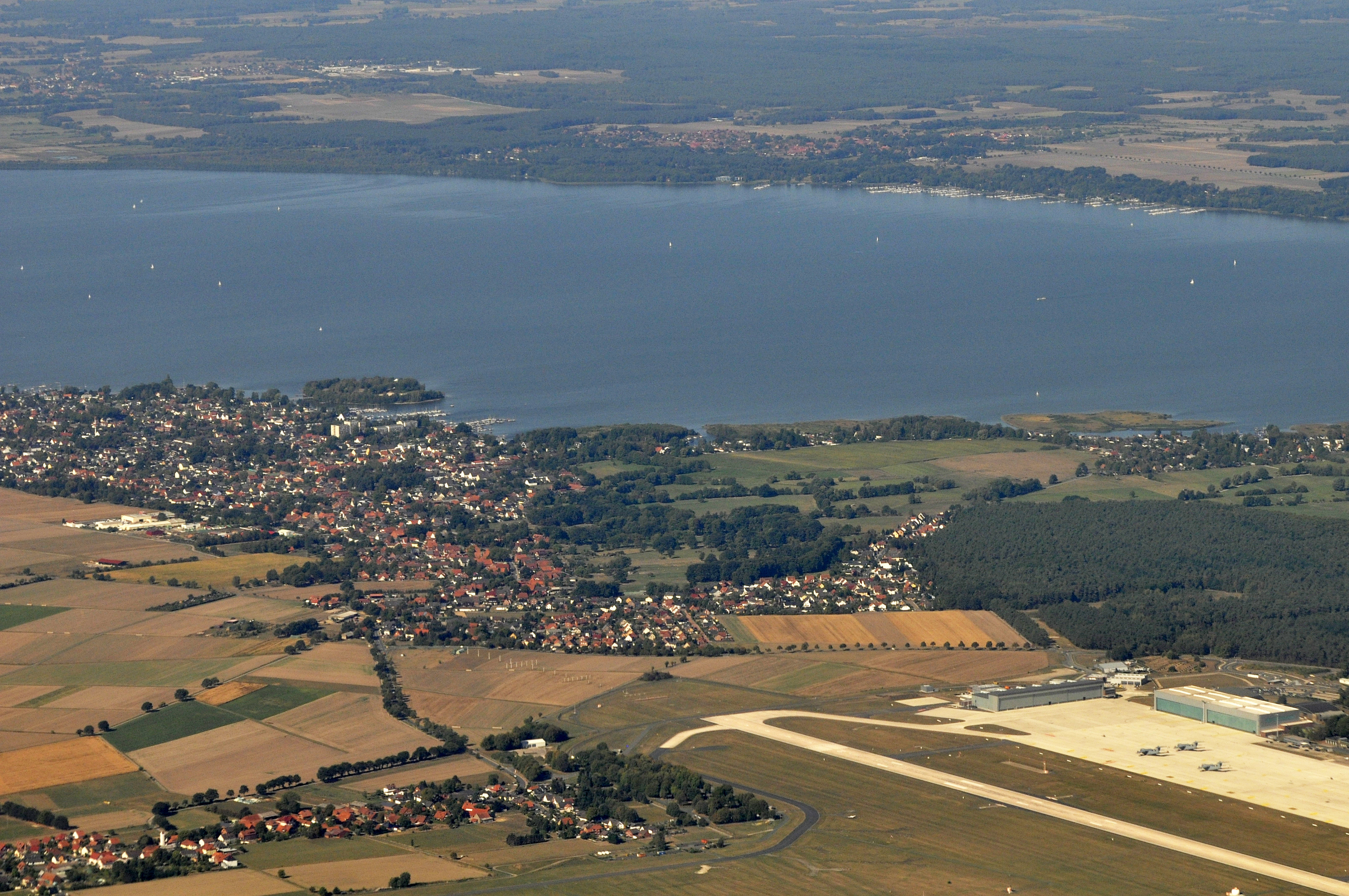
Vue aérienne
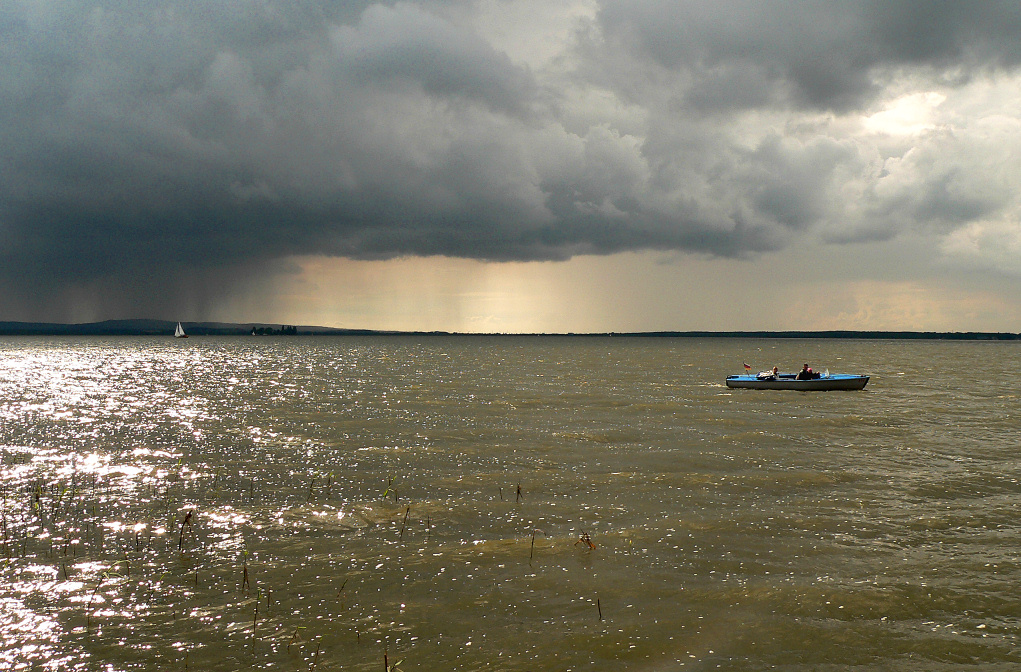
Gros temps sur le lac.
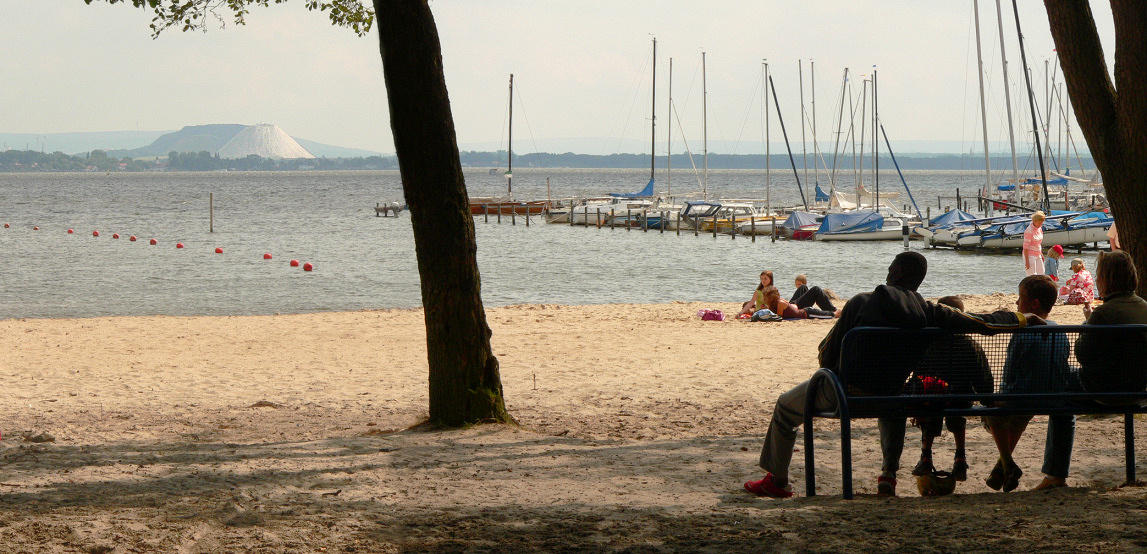
Les plages du littoral nord, avec à l'arrière-plan à gauche le terril de potasse de Bokeloh (distance env. 9 km)
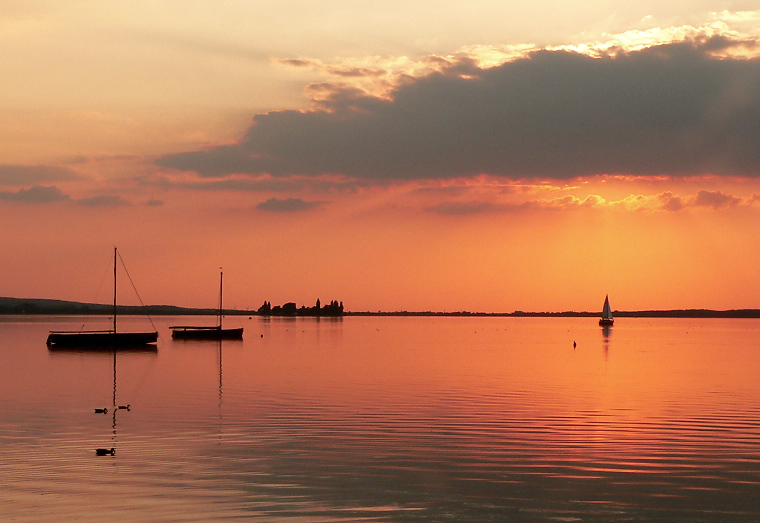
Un magnifique coucher de soleil.
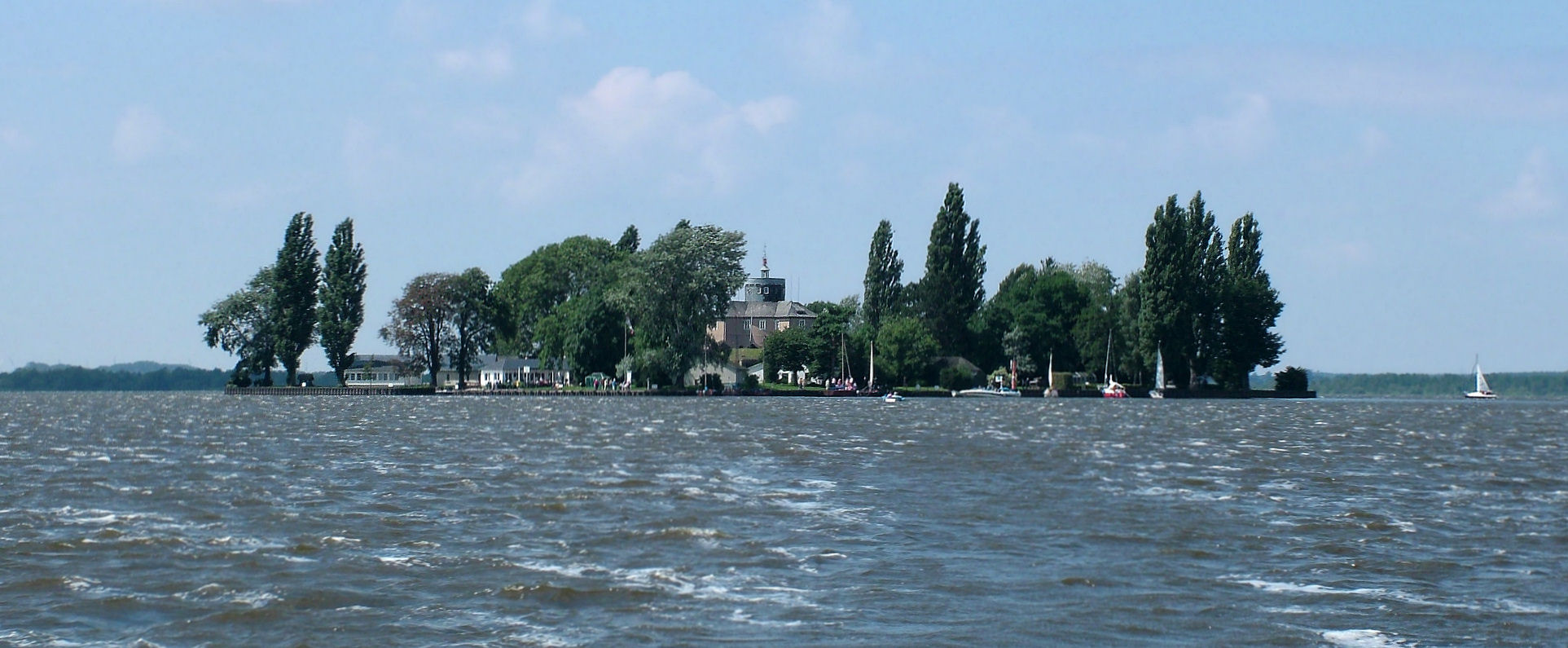
L’île fortifiée de Wilhelmstein
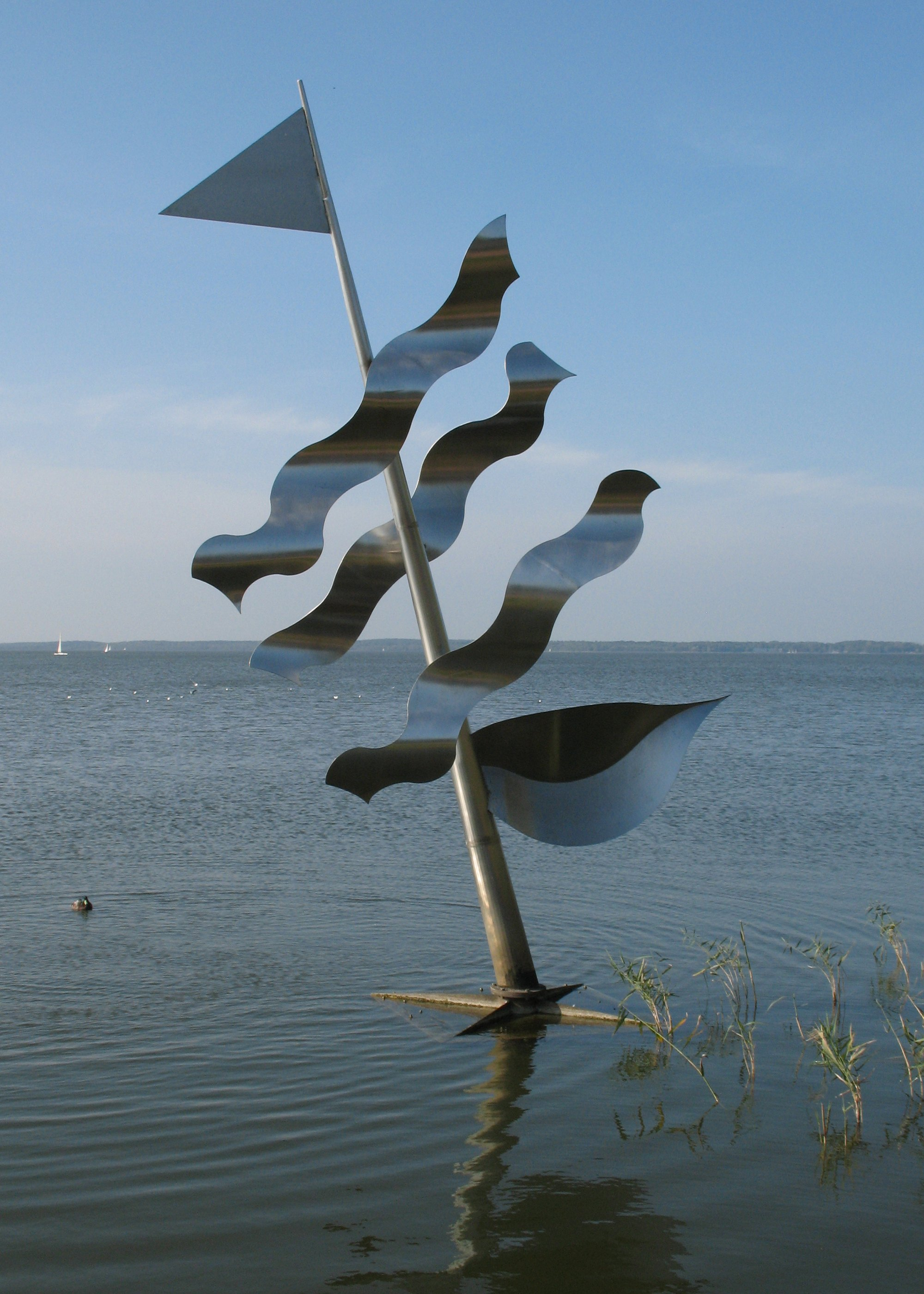
Sculpture à Steinhude

## Sports nautiques
Les bateaux à moteur (à l'exception des secours et des bateaux équipés d'un moteur électrique) sont interdits sur le lac de Steinhude. On y dénombre plus de 5 000 bateaux de sport et de voiliers. Le lac, de par sa taille et son plan général ovale, est bien adapté aux sports nautiques, et notamment aux régates grâce à une bonne exposition aux vents ; cependant il faut dire que les nombreux hauts-fonds posent un sérieux problème pour les voiliers équipés de dérive et les quillards. Lorsque le lac est gelé, les habitués ne dédaignent pas la pratique de l’ice yachting.
Il s'organise chaque année une quarantaine de régates organisées sous le patronage de l'union des sociétés nautiques du lac de Steinhude (Wettfahrtvereinigung Steinhuder Meer, en abrégé WVStM). Depuis 1960, l'organisation regroupe 24 clubs de voile. En moyenne, il s'y déroule chaque année 1 à 3 championnats d'Allemagne et parfois même des championnats d'Europe pour certaines catégories.
Accessoirement, le littoral nord permet de pratiquer le kitesurf sur une superficie dédiée d'environ 1 km2. Cette zone réservée offre des conditions idéales, puisqu'on y bénéficie partout d'une profondeur moyenne de 1 m.
Le windsurf est également tout à fait praticable. Au contraire des kite-surfers, les amateurs de windsurf ont la possibilité de parcourir tout le lac, ce qui leur donne toutes les possibilités de profiter du vent. Chaque année, plusieurs cours de compétition sont là aussi organisées.

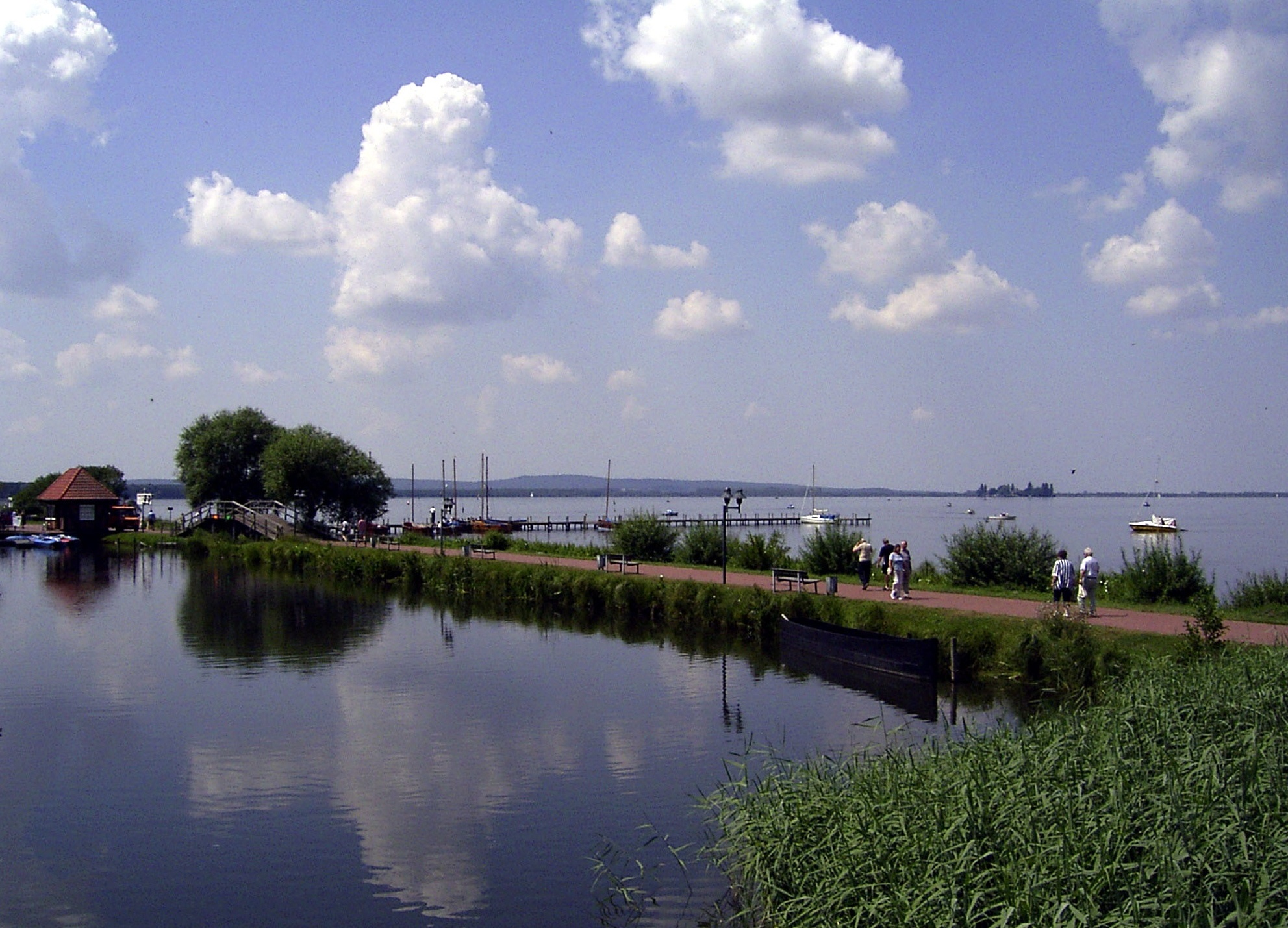
Promenade de Steinhude
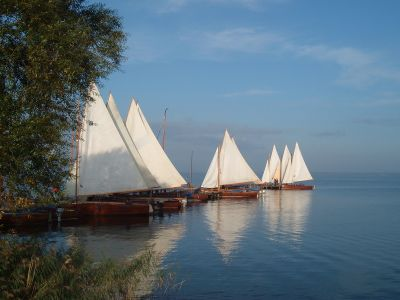
Panorama sur l'île de Wilhelmstein: halte fluviale de Steinhude